# أرت لوبيز
أرت لوبيز (بالإنجليزية: Art López) هو لاعب كرة قاعدة أمريكي، ولد في 8 مايو 1937 في ماياجويز في الولايات المتحدة.

## وصلات خارجية
- أرت لوبيز على موقع الدوري الياباني لكرة القاعدة (الإنجليزية)
- أرت لوبيز على موقعبيزبول رفرنس.كوم (الدوري الرئيسي) (الإنجليزية)
- أرت لوبيز على موقعبيزبول رفرنس.كوم (الدوري الثانوي) (الإنجليزية)
- أرت لوبيز على موقع إي إس بي إن.كوم (أم.أل.بي) (الإنجليزية)
- أرت لوبيز على موقع مشجعي الرسوم البيانية (الإنجليزية)